# Tyrrell County
Tyrrell County är ett administrativt område i delstaten North Carolina, USA. År 2010 hade countyt 4 407 invånare. Den administrativa huvudorten (county seat) är Columbia.  

## Geografi
Enligt United States Census Bureau så har countyt en total area på 1 555 km². 1 010 km² av den arean är land och 545 km² är vatten.  

### Angränsande countyn
- Washington County - väster
- Dare County - öster
- Hyde County - söder